# Sankthansorm
Sankthansorm, ildflue eller lysbille (Lampyris noctiluca) er hverken en orm eller en flue, men er en bille i familien ildfluer. Den har altid tiltrukket sig opmærksomhed, fordi den kan udsende intenst gulgrønt lys. Sankthansorme lyser på alle stadier, som larver, pupper og voksne (imago), men det er den voksne hun, som har det kraftigste lys. Fænomenet kaldes bioluminescens.
Sankthansorme lever på fugtige steder, i sumpede skove, enge og moser. Larverne lever udelukkende af snegle. De overvintrer og fuldvoksne larver og pupper ses i maj og juni.

## Navn
Sankthansormen har formenligt fået sit danske navn, fordi den vingeløse hun kan minde om en larve (orm), og fordi den er nemmest at finde omkring sankthans. Den kan dog også findes senere på sommeren.